# John Pratt, IV marchese di Camden
John Charles Pratt, IV marchese di Camden (Westminster, 9 febbraio 1872 – 15 dicembre 1943), è stato un nobile inglese.

## Biografia
Era il figlio di John Pratt, III marchese di Camden, e di sua moglie, Lady Clementina Augusta, figlia di George Spencer-Churchill, VI duca di Marlborough. Era un cugino di Lord Randolph Churchill. Successe al marchesato all'età di soli due mesi, alla morte prematura del padre, e successivamente studiò preso l'Eton e il Trinity College, Cambridge.

## Carriera militare
Nel 1905 Camden fu nominato Lord luogotenente del Kent, carica che mantenne fino alla sua morte. Ha combattuto nella prima guerra mondiale come maggiore nel West Kent Yeomanry Cavalry. È stato anche vice tenente del Sussex (1894–1922), nonché un giudice di pace per la contea. Dal 1942 al 1943 è stato commodoro del prestigioso Royal Yacht Squadron.

## Matrimonio
Sposò, il 2 giugno 1898, Lady Joan Marion Nevill (16 luglio 1877–4 luglio 1952), figlia di Henry Nevill, III marchese di Abergavenny. Ebbero quattro figli:
- John Pratt, V marchese di Camden (12 aprile 1899–22 marzo 1983);
- Lady Irene Helen Pratt (23 dicembre 1906–1976), sposò in prime nozze Archibald Cubitt, ebbero un figlio, e in seconde nozze Charles Crawfurd, ebbero un figlio;
- Lady Fiona Pratt (4 marzo 1911–1985), sposò in prime nozze John Fuller, ebbero due figli, e in seconde nozze Edward Agar, V conte di Normanton, ebbero due figli;
- Lord Roderic Arthur Neville Pratt (13 febbraio 1915–30 maggio 1997), sposò Ursula Eva Wyndham-Quin, ebbero due figli.

## Morte
Morì il 15 dicembre 1943.

## Ascendenza
|                                                     |                                                     |                                            | Genitori                                 |  |  | Nonni |  |  | Bisnonni                            |  |  | Trisnonni                            |  |
|                                                     |                                                     |                                            |                                          |  |  |       |  |  | 8. John Pratt, I marchese di Camden |  |  | 16. Charles Pratt, I conte di Camden |  |
|                                                     |                                                     |                                            |                                          |  |  |       |  |  | 8. John Pratt, I marchese di Camden |  |  | 16. Charles Pratt, I conte di Camden |  |
|                                                     |                                                     | 17. Elizabeth Jeffreys                     |                                          |  |  |       |  |  | 8. John Pratt, I marchese di Camden |  |  |                                      |  |
| 4. George Pratt, II marchese di Camden              |                                                     |                                            |                                          |  |  |       |  |  | 8. John Pratt, I marchese di Camden |  |  |                                      |  |
|                                                     |                                                     | 9. Frances Molesworth                      | 18. William Molesworth                   |  |  |       |  |  |                                     |  |  |                                      |  |
|                                                     |                                                     | 9. Frances Molesworth                      | 18. William Molesworth                   |  |  |       |  |  |                                     |  |  |                                      |  |
|                                                     |                                                     | 9. Frances Molesworth                      | 19. Anne Elizabeth Smith                 |  |  |       |  |  |                                     |  |  |                                      |  |
| 2. John Pratt, III marchese di Camden               |                                                     | 9. Frances Molesworth                      |                                          |  |  |       |  |  |                                     |  |  |                                      |  |
|                                                     |                                                     | 10. George Murray, vescovo di St David's   | 20. John Murray, III duca di Atholl      |  |  |       |  |  |                                     |  |  |                                      |  |
|                                                     |                                                     | 10. George Murray, vescovo di St David's   | 20. John Murray, III duca di Atholl      |  |  |       |  |  |                                     |  |  |                                      |  |
|                                                     |                                                     | 10. George Murray, vescovo di St David's   | 21. Charlotte Murray                     |  |  |       |  |  |                                     |  |  |                                      |  |
| 5. Harriet Murray                                   |                                                     | 10. George Murray, vescovo di St David's   |                                          |  |  |       |  |  |                                     |  |  |                                      |  |
|                                                     |                                                     | 11. Anne Charlotte Grant                   | 22. Francis Grant                        |  |  |       |  |  |                                     |  |  |                                      |  |
|                                                     |                                                     | 11. Anne Charlotte Grant                   | 22. Francis Grant                        |  |  |       |  |  |                                     |  |  |                                      |  |
|                                                     |                                                     | 11. Anne Charlotte Grant                   | 23. Catherine Sophia Cox                 |  |  |       |  |  |                                     |  |  |                                      |  |
| 1. John Pratt, IV marchese di Camden                |                                                     | 11. Anne Charlotte Grant                   |                                          |  |  |       |  |  |                                     |  |  |                                      |  |
|                                                     | 12. George Spencer-Churchill, V duca di Marlborough | 24. George Spencer, IV duca di Marlborough |                                          |  |  |       |  |  |                                     |  |  |                                      |  |
|                                                     | 12. George Spencer-Churchill, V duca di Marlborough | 24. George Spencer, IV duca di Marlborough |                                          |  |  |       |  |  |                                     |  |  |                                      |  |
|                                                     | 12. George Spencer-Churchill, V duca di Marlborough | 25. Caroline Russell                       |                                          |  |  |       |  |  |                                     |  |  |                                      |  |
| 6. George Spencer-Churchill, VI duca di Marlborough | 12. George Spencer-Churchill, V duca di Marlborough |                                            |                                          |  |  |       |  |  |                                     |  |  |                                      |  |
|                                                     |                                                     | 13. Susan Stewart                          | 26. John Stewart, VII conte di Galloway  |  |  |       |  |  |                                     |  |  |                                      |  |
|                                                     |                                                     | 13. Susan Stewart                          | 26. John Stewart, VII conte di Galloway  |  |  |       |  |  |                                     |  |  |                                      |  |
|                                                     |                                                     | 13. Susan Stewart                          | 27. Anne Dashwood                        |  |  |       |  |  |                                     |  |  |                                      |  |
| 3. Clementina Augusta Spencer-Churchill             |                                                     | 13. Susan Stewart                          |                                          |  |  |       |  |  |                                     |  |  |                                      |  |
|                                                     |                                                     | 14. Henry Flower, IV visconte Ashbrook     | 28. William Flower, II visconte Ashbrook |  |  |       |  |  |                                     |  |  |                                      |  |
|                                                     |                                                     | 14. Henry Flower, IV visconte Ashbrook     | 28. William Flower, II visconte Ashbrook |  |  |       |  |  |                                     |  |  |                                      |  |
|                                                     |                                                     | 14. Henry Flower, IV visconte Ashbrook     | 29. Elizabeth Ridge                      |  |  |       |  |  |                                     |  |  |                                      |  |
| 7. Charlotte Augusta Flower                         |                                                     | 14. Henry Flower, IV visconte Ashbrook     |                                          |  |  |       |  |  |                                     |  |  |                                      |  |
|                                                     |                                                     | 15. Emily Metcalfe                         | 30. Thomas Metcalfe                      |  |  |       |  |  |                                     |  |  |                                      |  |
|                                                     |                                                     | 15. Emily Metcalfe                         | 30. Thomas Metcalfe                      |  |  |       |  |  |                                     |  |  |                                      |  |
|                                                     |                                                     | 15. Emily Metcalfe                         | 31. Susannah Debonnaire                  |  |  |       |  |  |                                     |  |  |                                      |  |
|                                                     |                                                     | 15. Emily Metcalfe                         |                                          |  |  |       |  |  |                                     |  |  |                                      |  |